# Shriek (film)
Pour plus de détails, voir Fiche technique et Distribution.
Shriek (Shrieker) est un film américain réalisé par David DeCoteau, sorti en 1997.

## Synopsis
Clark, une jeune étudiante en médecine est accueillie par un groupe de squatteurs dans un hôpital désaffecté à la suite de terrible meurtres commis par une créature nommée "l'hurleur". Lors de la première nuit, elle découvre à la cave Robert qui lui affirme que le monstre est revenu à l'aide d'une des personnes logeant dans le bâtiment et que cinq d'entre eux vont mourir...

## Fiche technique
- Titre : Shriek
- Titre original : Shrieker
- Réalisation : David DeCoteau
- Scénario : Benjamin Carr
- Photographie : Brad Rushing
- Musique : Jeff Walton
- Production : Charles Band, Kirk Hansen
- Société de production : Full Moon Pictures
- Pays d'origine :  États-Unis
- Langue : Anglais
- Format : Couleur — 35 mm — 2,35:1 — Son : Stereo
- Genre : Film d'horreur, Film fantastique
- Durée : 72 minutes

## Distribution
- Tanya Dempsey : Clark
- Jamie Gannon : Zak
- Parry Shen : David
- Alison Cuffe : Tanya
- Roger Crowe : Robert
- Jenya Lano : Elaine
- Chris Boyd : Mike
- Jason-Shane Scott : agent hospitalier #1
- Brannon Gould : agent hospitalier #2
- Rick Buono : Shrieker